# Pristimantis latidiscus
El cutín del Chocó (Pristimantis latidiscus) es una especie de anfibio anuro de la familia Craugastoridae.

## Distribución y hábitat
Es endémica de los bosques tropicales de la vertiente pacífica de los Andes, entre 0 y 1230 m de altitud, desde el noroccidente de Ecuador hasta la frontera entre Colombia y Panamá, aunque no se ha documentado en Panamá.
Está amenazada por la pérdida de su hábitat natural.